# Crisiella chirpoiensis
Crisiella chirpoiensis är en mossdjursart som beskrevs av Gontar 2009. Crisiella chirpoiensis ingår i släktet Crisiella, och familjen Crisiidae. Inga underarter finns listade i Catalogue of Life.